# Cesar Romero
Cesar Julio Romero Jr. (New York, 15 februari 1907 – Santa Monica, 1 januari 1994) was een Amerikaans acteur van Cubaanse afkomst. Hij werd in 1963 genomineerd voor een Golden Globe voor zijn bijrol als Robert Swan in de filmkomedie If a Man Answers. Romero maakte in 1933 zijn acteerdebuut als Tony Rico in de mysteryfilm The Shadow Laughs en speelde vervolgens in meer dan honderd andere films. Daarnaast had hij rollen als terug kerende personages in verschillende televisieseries, waarvan die als Peter Stavros in Falcon Crest, die als Steve McQuinn in Passport to Danger en die als de Joker in Batman het omvangrijkst waren.
Romero kreeg in 1960 een ster op de Hollywood Walk of Fame.

## Filmografie
*Selectie uit 100+ films
| - The Right Way (1998) - Skidoo (1968) - Batman (1966) - Marriage on the Rocks (1965) - Donovan's Reef (1963) - The Runaway (1961) - Ocean's 11 (1960) - Around the World in Eighty Days (1956) - Vera Cruz (1954) - Lost Continent (1951) - The Beautiful Blonde from Bashful Bend (1949) | - Julia Misbehaves (1948) - Captain from Castile (1947) - Orchestra Wives (1942) - Tales of Manhattan (1942) - Frontier Marshal (1939) - The Little Princess (1939) - Wee Willie Winkie (1937) - Love Before Breakfast (1936) - The Good Fairy (1935) - The Thin Man (1934) - The Shadow Laughs (1933) |

## Televisieseries
*Exclusief eenmalige gastrollen
- Falcon Crest - Peter Stavros (1985-1988, 51 afleveringen)
- Riptide - Angelo Guirilini (1985-1986, twee afleveringen)
- Berrenger's - Rinaldi (1985, drie afleveringen)
- Alias Smith and Jones - Armendariz (1971-1972, drie afleveringen)
- Julia - Bunny Henderson (1970, vier afleveringen)
- Batman - Joker (1966-1968, 22 afleveringen)
- 77 Sunset Strip - Lorenzo Cestari (1963, twee afleveringen)
- Zorro - Esteban de la Cruz (1959, vier afleveringen)
- Passport to Danger - Steve McQuinn (1954-1958, 28 afleveringen)
- Golden Girls - Tony (afl. "Girls Just Wanna Have Fun... Before They Died")

## Privé
Romero trouwde nooit.
- Biblioteca Nacional de España: XX1296112
- Bibliothèque nationale de France: cb139611048 (data)
- Gemeinsame Normdatei: 113273486X
- International Standard Name Identifier: 0000 0000 8095 6336
- Library of Congress Control Number: n77016543
- National Archives and Records Administration: 10580352
- Nationale Bibliotheek van Israël: 987007439295605171
- SNAC: w6t45xq4
- Système universitaire de documentation: 094538417
- Virtual International Authority File: 306164206